# Мніхово (Великопольське воєводство)
Мніхово (пол. Mnichowo) — село в Польщі, у гміні Ґнезно Гнезненського повіту Великопольського воєводства.
Населення — 614 осіб (2011).
У 1975-1998 роках село належало до Познанського воєводства.

## Демографія
Демографічна структура станом на 31 березня 2011 року:
|          | Загалом | Допрацездатний вік | Працездатний вік | Постпрацездатний вік |
| -------- | ------- | ------------------ | ---------------- | -------------------- |
| Чоловіки | 333     | 93                 | 215              | 25                   |
| Жінки    | 281     | 63                 | 177              | 41                   |
| Разом    | 614     | 156                | 392              | 66                   |